# 小行星6935
小行星6935（英語：6935 Morisot）是一颗围绕太阳公转的小行星。1960年9月24日，科內利斯·約翰內斯·萬·豪敦、英格麗·萬·豪敦-格勒內費爾德、湯姆·赫雷爾斯在帕洛马山发现了此天体。
这颗小行星的绝对星等为155.8672631019399等。